# Blackbolbus inopinus
Blackbolbus inopinus es una especie de coleóptero de la familia Geotrupidae.

## Distribución geográfica
Habita en Australia.